# David Collier
David Collier (geboren 17. Februar 1942 in Chicago) ist ein US-amerikanischer Politikwissenschaftler.

## Leben
David Collier studierte an der Harvard University (B.A.) und an der University of Chicago (M.A.), an der er 1971 promoviert wurde. Er ging 1978 an die University of California, Berkeley. Seine wissenschaftlichen Schwerpunkte sind die politischen Strukturen in Lateinamerika und methodologische Fragen.  
Collier war Präsident der Comparative Politics Section in der American Political Science Association (APSA) und zeitweise Vizepräsident der APSA, in der er außerdem eine Sektion für Methoden gründete. Collier wurde 1989 Guggenheim Fellow. Er ist seit 2004 Mitglied der American Academy of Arts and Sciences und ist Fellow der American Association for the Advancement of Science. Im Jahr 2014 erhielt er den Johan-Skytte-Preis.  

## Schriften (Auswahl)
- Squatters and Oligarchs: Authoritarian Rule and Policy Change in Peru. Johns Hopkins, 1976
- (Hrsg.): The New Authoritarianism in Latin America. Princeton University Press, 1979
- mit Ruth Berins Collier: Shaping the Political Arena: Critical Junctures, the Labor Movement, and Regime Dynamics in Latin America. Princeton University Press, 1991
- mit Janet M. Box-Steffensmeier, Henry E. Brady: Oxford Handbook of Political Methodology. Oxford University Press, 2008
- David A. Freedman:  Statistical Models and Causal Inference: A Dialogue with the Social Sciences. Hrsg. David Collier, Jasjeet S. Sekhon, Philip B. Stark. Cambridge, 2009
- mit John Gerring: Concepts and Method in Social Science: The Tradition of Giovanni Sartori. Routledge, 2009
- mit Henry E. Brady (Hrsg.): Rethinking Social Inquiry: Diverse Tools, Shared Standards. Rowman & Littlefield, 2010